# Recilia bengalensis
Recilia bengalensis är en insektsart som beskrevs av Dash och Chandrasekhara A. Viraktamath 1998. Recilia bengalensis ingår i släktet Recilia och familjen dvärgstritar. Inga underarter finns listade i Catalogue of Life.